# Meteorologiåret 1966

## Händelser

### Januari
- 7 januari-8 januari - 1 825 millimeter nederbörd faller över franska ön Réunion medan den tropiska cyklonen Denise drar fram, och därmed orsakas den största 24-timmarsnederbörden någonsin i världen [1].

### Februari
- Februari - Med medeltemperaturen -27,1 °C upplever Karasjok Norges kallaste februarimånad någonsin [2].
- 2 februari - Den lägsta lufttemperaturen någonsin i Sverige, -52,6 °C, uppmäts i Vuoggatjålme.[3]
- 3 februari - Den intensiva vinterkylan i Sverige kulminerar. Stockholm har den lägsta köldnoteringen sedan 1871, -25,5 grader.
- 8 februari – 95 centimeter snö uppmäts i Riksten, Sverige vilket innebär snödjupsrekord för Södermanland [4].
- 9 februari
  - Med - 38,3 °C i Bredviken i Torrskog, Sverige uppmäts köldrekord för Dalsland [5].
  - Med - 37.9 °C i Svarteborg, Sverige uppmäts köldrekord för Bohuslän [6].
  - Med - 37.0 °C i Lanna i Saleby, Sverige uppmäts köldrekord för Västergötland [7].
  - Med - 32.8 °C i Buttle uppmäts köldrekord för den svenska ön Gotland [8].
  - Med - 35,5 °C i Åmotsbruk, Sverige uppmäts köldrekord för Gästrikland [9].
  - I Villingsberg, Sverige uppmäts -36.6° [10].
  - I Uttersberg, Sverige uppmäts -35.0° [11].
- 20 februari
  - 82 centimeter snö uppmäts i Svarteborg, Sverige vilket innebär snödjupsrekord för Bohuslän [6].
  - 129 centimeter snö uppmäts i Villingsberg, Sverige [10].

### Mars
- 1-4 mars - Minnesota, USA drabbas av en snöstorm [12].
- 19 mars - 90 millimeter nederbörd faller över Joesjö, Sverige vilket innebär nytt svenskt dygnsnederbördsrekord för månaden [13].
- 22 mars - Minnesota, USA drabbas av en snöstorm, där en fot snö uppmäts i de södra delarna [14].
- 30 mars – 174 centimeter snö uppmäts i Ullånger, Sverige vilket innebär snödjupsrekord för Ångermanland [15].

### April
- April - I mitten av april noteras temperaturer under -15° så långt ner som i Skåne. Det
- 1 april – 173 centimeter snö uppmäts i Kramfors, Sverige vilket innebär snödjupsrekord för Ångermanland [15].
- 2 april – 160 centimeter snö uppmäts i Rimsbo, Sverige vilket innebär snödjupsrekord för Hälsingland [16].
- 4 april – 171 centimeter snö uppmäts i Storbron i Dalarna, Sverige [17].
- 14 april - Det värsta aprilvädret i "mannaminne" drar fram över södra Skåne.
- 16 april - I Singeshult uppmäts -19.0 °C, den lägsta apriltemperaturen i Götaland efter 1961. Så långt ner som i Skåne uppmäts temperaturer under -15 °C.
- 28 april – En snöstorm härjar i norra Minnesota, USA [18].

### Maj
- 7 maj – 7 tornados härjar i Minnesota, USA [19].
- 8 maj – 11 tornados härjar i Minnesota, USA. 14 personer dödas [19].
- 20 maj - Sverige drabbas av översvämningar i framför allt de södra delarna samt Dalälven [20].

### Juni
- 8 juni - Topeka i Kansas, USA  drabbas av en tornado uppmätt till "F5" på Fujitaskalan, den första att kosta $100 miljoner i skador. 16 personer dödas, hundratals fler skadas, och tusentals hem skadas eller förstörs.[21]
- 30 juni – I Mazo Cruz, Punoregionen, Peru uppmäts temperaturen −25.2 °C (−13.4 °F), vilket blir Perus lägst uppmätta temperatur någonsin [22].

### Juli
- 5 juli – Stora hagel faller vid Detroit Lakes i Minnesota, USA [23].

### Oktober
- 14 oktober – Stora hagelkorn i Minnesota, USA krossar en lastbil [24].

### November
- 4 november - Tre veckors skyfallsliknande regn vållar katastrof i norra Italien och delar av Österrike.[25]

### December
- December – 324 millimeter nederbördsmängd faller över Ullånger, Sverige vilket innebär östsvenskt månadsnederbördsrekord för en vintermånad [15].

- 19 december - 13 man omkommer då ett grekiskt fartyg i svår snöstorm går på grund och bryts itu utanför Holmsund vid inloppet till Umeå.

### Okänt datum
- Vågprognoserna för skepp på Nordsjön inleds [26].

## Födda
- 16 augusti – Rosey Edeh, kanadensisk meteorolog.

## Avlidna
- Okänt datum – Eric Eady, brittisk meteorolog.

### Fotnoter
1. ↑  ”SMHI”. Arkiverad från originalet den 11 januari 2011. https://web.archive.org/web/20110111015612/http://www.smhi.se/kunskapsbanken/meteorologi/orkaner-och-tropiska-cykloner-1.223. Läst 8 februari 2011.
2. ↑  MET
3. ↑  ”SMHI”. Arkiverad från originalet den 27 december 2012. https://web.archive.org/web/20121227204914/http://www.smhi.se/kunskapsbanken/meteorologi/svenska-koldrekord-1.5114. Läst 2 februari 2011.
4. ↑  SMHI
5. ↑  SMHI
6. 1 2  SMHI
7. ↑  SMHI
8. ↑  SMHI
9. ↑  SMHI
10. 1 2  SMHI
11. ↑  SMHI
12. ↑  Famous Minnesota Winter Storms (Listed Chronologically) Arkiverad 7 januari 2009 hämtat från the Wayback Machine.
13. ↑  SMHI Arkiverad 26 augusti 2010 hämtat från the Wayback Machine.
14. ↑  ”Arkiverade kopian”. Arkiverad från originalet den 11 juni 2014. https://web.archive.org/web/20140611100013/http://climate.umn.edu/pdf/day_in_weather_history/march_wx_history.pdf. Läst 26 januari 2015.
15. 1 2 3  SMHI
16. ↑  ”SMHI”. Arkiverad från originalet den 28 januari 2015. https://web.archive.org/web/20150128113357/http://www.smhi.se/kunskapsbanken/meteorologi/halsinglands-klimat-1.4970. Läst 5 februari 2011.
17. ↑  Dalarnas klimat SMHI
18. ↑  ”Arkiverade kopian”. Arkiverad från originalet den 16 juli 2010. https://web.archive.org/web/20100716104244/http://www.climate.umn.edu/pdf/day_in_weather_history/april_wx_history.pdf. Läst 16 februari 2011.
19. 1 2  ”Arkiverade kopian”. Arkiverad från originalet den 16 juli 2010. https://web.archive.org/web/20100716103814/http://www.climate.umn.edu/pdf/day_in_weather_history/may_wx_history.pdf. Läst 16 februari 2011.
20. ↑  ”SMHI”. Arkiverad från originalet den 15 november 2012. https://web.archive.org/web/20121115094356/http://www.smhi.se/kunskapsbanken/hydrologi/1966-sodra-sverige-och-dalalven-1.12863. Läst 2 februari 2011.
21. ↑  NOAA.gov
22. ↑  Programa de Capacitación Para la Estimación del Riesgo Arkiverad 25 juli 2011 hämtat från the Wayback Machine., Biblioteca Virtual en Prevención y Atención de Desastres (BVPAD). Retrieved 30 augusti 2009.
23. ↑  ”Arkiverade kopian”. Arkiverad från originalet den 21 juli 2010. https://web.archive.org/web/20100721153842/http://climate.umn.edu/pdf/day_in_weather_history/july_wx_history.pdf. Läst 16 februari 2011.
24. ↑  ”Arkiverade kopian”. Arkiverad från originalet den 26 juli 2010. https://web.archive.org/web/20100726102332/http://www.climate.umn.edu/pdf/day_in_weather_history/october_wx_history.pdf. Läst 16 februari 2011.
25. ↑  Faktakalendern 1997, Semic, 1996
26. ↑  MET Arkiverad 15 december 2010 hämtat från the Wayback Machine.